# エゴノキ科
エゴノキ科（エゴノキか、Styracaceae）は双子葉植物の科。

## 特徴
北半球の温帯・亜熱帯に分布する木本である。11-12属、150-170種を含み、特にエゴノキ属（Styrax）が多い。葉は単葉で互生する。花は放射相称で、花冠は4-5裂する。果実は蒴果もしくは核果で、翼のあるものもあり、種子を1-2個含む。
花は白くて芳香を持つものが多く、観賞用に栽培もされる。日本にはエゴノキなど2属5種が自生し、栽培もされる。またエゴノキ属の数種の樹皮からは香料の安息香がとれる。
クロンキスト体系の分類ではカキノキ目に入れる。APG植物分類体系ではツツジ目に含める。

## 属
- Alniphyllum
- Bruinsmia
- Halesia
- Huodendron
- Melliodendron
- Pamphilia
- Parastyrax
- アサガラ属 Pterostyrax：アサガラ・オオバアサガラ
- Rehderodendron
- Sinojackia
- エゴノキ属 Styrax：エゴノキ・ハクウンボク・コハクウンボク